# 207666 Habibula
207666 Habibula è un asteroide della fascia principale. Scoperto nel 2007, presenta un'orbita caratterizzata da un semiasse maggiore pari a 2,3984452 UA e da un'eccentricità di 0,1098223, inclinata di 5,91197° rispetto all'eclittica.